# Unidades de medida de la industria textil

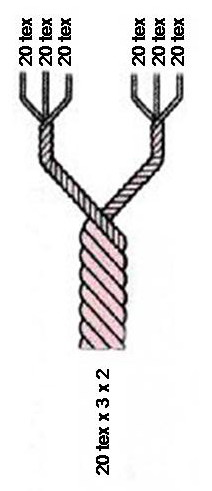
Hebra de dos hilos, cada uno formado por tres fibras.

Las unidades de medida de la industria textil se utilizan para definir los hilos textiles. Lo más frecuente es describir el peso de una determinada longitud de hilo —la industria textil lo llama «número» o «título»—, como el denier americano o el «tex» europeo. Se pueden referir a las fibras, a los hilos (fabricados con las fibras) o a los tejidos (fabricados con los hilos).

## Fibras

### Denier
Denier es una unidad de medida del sistema anglosajón de unidades, utilizada para medir la masa lineal de una fibra textil. Se define como 

la masa en gramos por cada 9.000 metros de fibra.

Cuanto más alto es el denier, más gruesa es la sección de la fibra. En fibras compuestas por varios filamentos se distingue entre «denier de filamento» y «denier total»; el primero (conocido como DPF, por la iniciales en inglés de Deniers Per Filament) se refiere únicamente a un filamento, mientras que el segundo se refiere al total de filamentos que componen la sección de una fibra.
La siguiente relación calcula el denier de los filamentos unitarios:
DPF = Deniers totales / Cantidad de filamentos uniformes
El sistema denier de medición se usa para fibras de uno y dos filamentos. Algunos cálculos comunes son los siguientes:
| 1 denier | = 1 gramo por 9.000 metros                       |
| 1 denier | = 0,05 gramos por 450 metros (1/20 del anterior) |

- Una fibra generalmente se considera microfibra si es de 1 denier o menos.
- Una fibra de poliéster de 1 denier tiene un diámetro de alrededor de 10 micrómetros.
- El denier se usa como medida de densidad para medias, lo cual define su opacidad.

### Tex
Tex es otra unidad de medida utilizada para medir la densidad o la masa lineal de una fibra. Se define como 

la masa en gramos por cada 1.000 metros de fibra.

El tex se emplea habitualmente en Canadá y Europa, mientras que en Estados Unidos es más común el empleo del denier. El código de la unidad es tex. La unidad más usada es en realidad el decitex, abreviado dtex, que es la masa en gramos por cada 10 000 metros de fibra. Se trata de una medida de resistencia, cuantos más decitex tenga un hilo más resistente será. Para medir objetos compuestos por múltiples fibras se utiliza a veces el término "filament tex", referido a la masa por cada 10 000 metros de un único filamento.
Se utiliza para medir el tamaño de las fibras en muchos productos; incluyendo filtros de cigarrillos, cables ópticos, hilos, y tejidos.
Se puede calcular el diámetro de un filamento a partir de su peso en dtex con la siguiente fórmula:
{\displaystyle \varnothing ={\sqrt {\frac {4\times 10^{-6}\cdot \mathrm {dtex} }{\pi \rho }}}}
donde {\displaystyle \rho } representa la densidad del material en gramos por centímetro cúbico y el diámetro está en centímetros.

## Hilos
Thread es una medida para hilo de algodón que equivale a 54 pulgadas (137,16 cm) de hilo.

## Tejidos

### Mommes
Mommes (mm) es una unidad de peso tradicionalmente usada para medir la densidad de la seda. Es similar al thread count para tejidos de algodón. Mommes expresa el peso en libras, de una pieza de material de 45 pulgadas por 100 yardas. En unidades del sistema internacional, esto equivale al peso en gramos de una pieza de 100 x 23 cm².
El peso de la seda se mide tanto en gramos como en mommes: 28 gramos equivalen a 8 mommes.
Los rangos usuales de peso en mommes para los distintos tejidos de seda son:
- Habutai - 5 a 16 mm
- Chifón - 6 a 8 mm (puede ser de grosor doble, pesando de 12 a 16 mm)
- Crepé - 12 a 16 mm
- Gauze - 3 a 5 mm
- Seda salvaje - 35 a 40 mm (sedas más pesadas presentan un aspecto más "lanoso")
- Organza - 4 a 6 mm

### Thread count
Thread count (literalmente "recuento de hilos") es una medida de la bastedad o finura de un tejido. Se mide contando los hilos presentes en una pulgada cuadrada de una tela, incluyendo tanto los hilos longitudinales como los transversales. Se utiliza especialmente en tejidos de algodón tales como sábanas o ropa de cama.
El Thread count es una medida simple de la calidad de un tejido. Los tejidos normales de algodón presentan unos 150 hilos por pulgada cuadrada, mientras que los tejidos de buena calidad comienzan en 180 hilos, y un recuento de 200 o superior es considerado percal. Recuentos extremadamente altos (típicamente superiores a 500) suelen ser engañosos, al usar hilos compuestos de varios cabos más finos. Por motivos de marketing, una tela de estas características con un recuento de 250 hilos en vertical y horizontal puede llegar a presentar un thread count de 1.000, aunque las asociaciones internacionales aceptan que la práctica de la industria es la de contar cada hilo compuesto como una unidad. La Comisión Federal de Comercio norteamericana emitió el aviso de que los consumidores podrían ser llevados a engaño con thead counts inflados.
En el año 2002, la ASTM propuso una definición para "thread count" que ha sido denominada como la "primera definición formal de thread count".
Definiciones más antiguas e informales, como la "U.S. Customs Harmonized Tariff Schedule", afirman que cada cabo de un hilo compuesto debería contarse unitariamente.